# 泰森·贝克福德
泰森·贝克福德（1970年12月19日—）是一名美国时尚模特和演员，是Ralph Lauren Polo的模特。同时他也是美國精彩電視台的一档电视节目我要做超模的主持人。

## 早期生涯
贝克福德生于牙买加家庭。他的父亲是拥有巴拿马血统的非裔牙买加人。他的母亲也是非裔牙买加人，拥有中国血统。

## 职业生涯
1992年，他在纽约被hip hop杂志The Source的星探Jeff Jones发现。1993年，贝克福德被拉爾夫·洛朗雇佣为公司男性运动服饰线的模特。

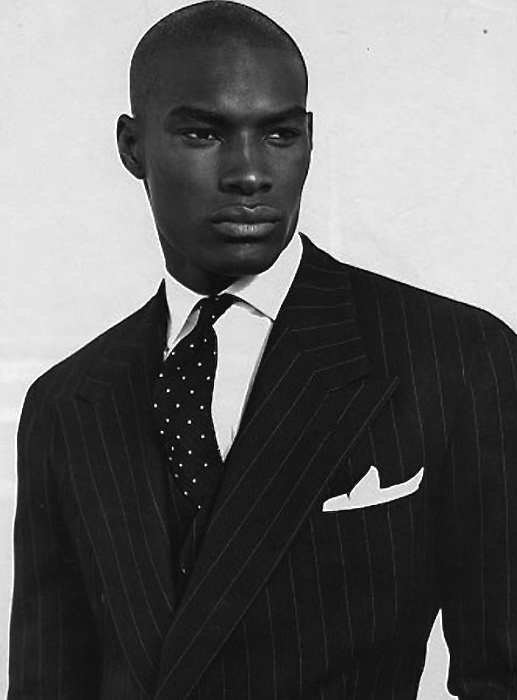
泰森·贝克福德在Ralph Lauren Polo早期的照片，Arnaldo Anaya-Lucca摄。

贝克福德被有线电视台音乐频道VH1评选为1995年的“年度男士”和人物杂志评选的“世界上最美的50人”之一。他所属的经纪公司纽约的Soul Artist Management和米蘭的D'management Group。他在VH1的“40 Hottest Hotties of the '90s”评选中排名38。
2012年，他参加了福克斯的相亲节目选择。

## 个人生活
在2005年6月7日贝克福德在锡考克斯发生车祸。
贝克福德育有一子，Jordan Beckford（生于1998年）。

## 影视作品
电视节目：
- 全美超級模特兒新秀大賽 (第十七季)，嘉宾评委
- 天橋驕子，嘉宾评委
- 粉雄救兵，本人

MV：
- 唐妮·布蕾斯顿的"Breathe Again（英语：Breathe Again）"
- 唐妮·布蕾斯顿 的"Unbreak My Heart（英语：Un-Break My Heart）"
- Raekwon的"Ice Cream"
- 50 Cent的"21 Questions（英语：Breathe Again）"
- Lady Gaga的“电话”
- 宠物店男孩的“向西行”